# Luis Robles
Luis Robles (Fort Huachuca, 11 de maio de 1984) é um ex-futebolista estadunidense que atuou como goleiro. Anunciou a sua aposentadoria em 6 de janeiro de 2021.

## Títulos
Kaiserslautern
- 2. Bundesliga: 2009–10

New York Red Bulls
- MLS Supporters' Shield: 2013, 2015 e 2018